# Aeroportul Albenga
Aeroportul Albenga (IATA: ALL, ICAO: LIMG) este un aeroport din Villanova d'Albenga, Provincia Savona, Liguria, Italia ce deservește zona Albenga. Aeroportul a fost tranzitat în 2013 de 0 pasageri. A fost deschis în 1922 și numit după zona deservită.
Situat la o altitudine de 45 m, aeroportul dispune de 1 pistă.

## Infrastructură

### Piste
Aeroportul dispune de o singură pistă. Pista 09/27 are suprafața de asfalt și dimensiunile 1.429 m × 45 m. 